# Nanotyrannus
Nanotyrannus ("bạo chúa lùn") là một chi khủng long Tyrannosauridae. Chúng được người ta biết đến từ hai mẫu hóa thạch (có thể ba) non chưa trưởng thành mà có khả năng là tiêu bản của loài Tyrannosaurus rex chưa trưởng thành.